# Kamienica Antoniego Engela w Łodzi
Kamienica Antoniego Engela – kamienica znajdująca się przy ul. Piotrkowskiej 3 w Łodzi. W kamienicy mieścił się pierwszy łódzki hotel – Hotel de Pologne.

## Historia
Przed rokiem 1853 na posesji, której właścicielem był Antoni Engel, znajdował się parterowy drewniany dom tkaczy z pięcioma izbami oraz sklepem. W 1853 roku na miejscu domu Antoni Engel wybudował jednopiętrowy murowany zajazd, któremu właściciel nadał nazwę Hotel de Pologne. Projekt hotelu sporządził architekt Karol Mertsching. Był to wówczas najznamienitszy zajazd w Łodzi. Budynek na parterze miał 7 okien (4 od ulicy), dwoje drzwi frontowych oraz dwie bramy dwuskrzydłowe, a na piętrze 10 okiem, z których 7 znajdowało się od Piotrkowskiej. Od podwórza na wysokości piętra był ganek z galerią. Dom miał poddasze z dwoma oknami. Całość ogrzewana była 5 piecami kaflowymi. W podwórzu znajdowała się murowana jednopiętrowa oficyna. Po wybudowaniu lewej oficyny hotel dysponował łącznie 30 pokojami z 60 miejscami do spania. Posiłki dla gości hotelowych serwowano na parterze, gdzie urządzono karczmę z wyszynkiem. W 1872 roku właścicielem kamienicy i hotelu został Teodor Engel, który karczmę zastąpił restauracją.
Po II wojnie światowej fasada kamienicy została pozbawiona sztukaterii, a budynek przekształcono na mieszkalny. W 1946 roku pod tym adresem zarejestrowano główną siedzibę Spółdzielni Pracy Lekarzy Specjalistów. W latach 2013–2014, w ramach projektu Mia100 kamienic, budynek wyremontowano, przywracając m.in. pierwotny wygląd elewacji. W ramach projektu w przestrzeni miejskiej Łodzi, wąskie podwórko z tyłu kamienicy przekształcono w Pasaż Róży, łączący ulicę Piotrkowską z ulicą Zachodnią. Elewacje oficyn w pasażu zostały wyłożone lustrzaną mozaiką. Tysiące niewielkich kawałków odbijającego światło szkła sprawiają, że możemy podziwiać niesamowitą grę odblasków. Miejsce jest niezwykle jasne, szczególnie w słoneczne dni, jednak równie ciekawie jest podczas bezchmurnych nocy, gdy podwórko rozjaśnia sztuczne oświetlenie oraz księżyc. Autorką projektu pasażu jest Joanna Rajkowska.

## Galeria

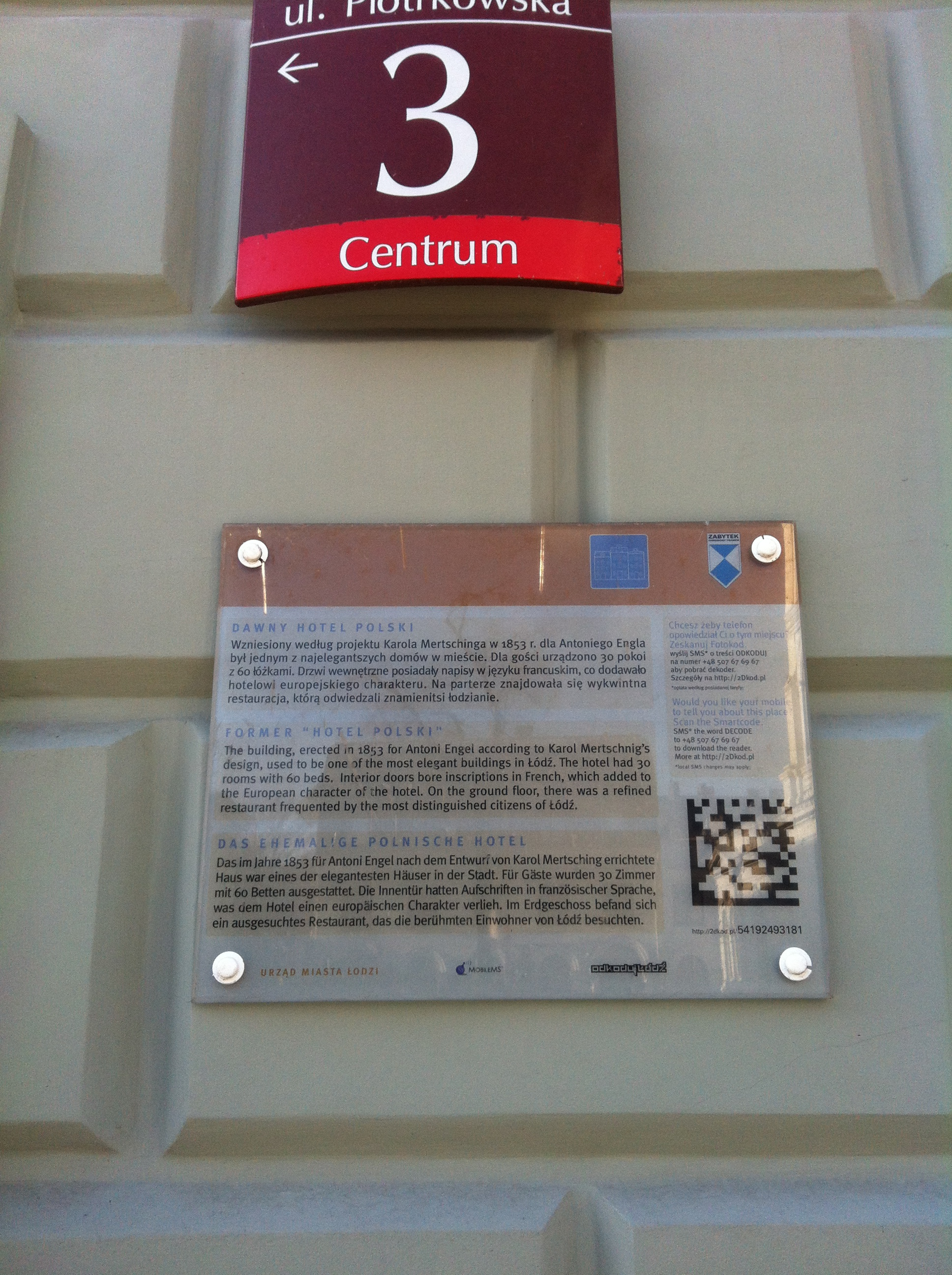
Kamienica Antoniego Engel'a przy ul. Piotrkowskiej 3 - tablica informacyjna
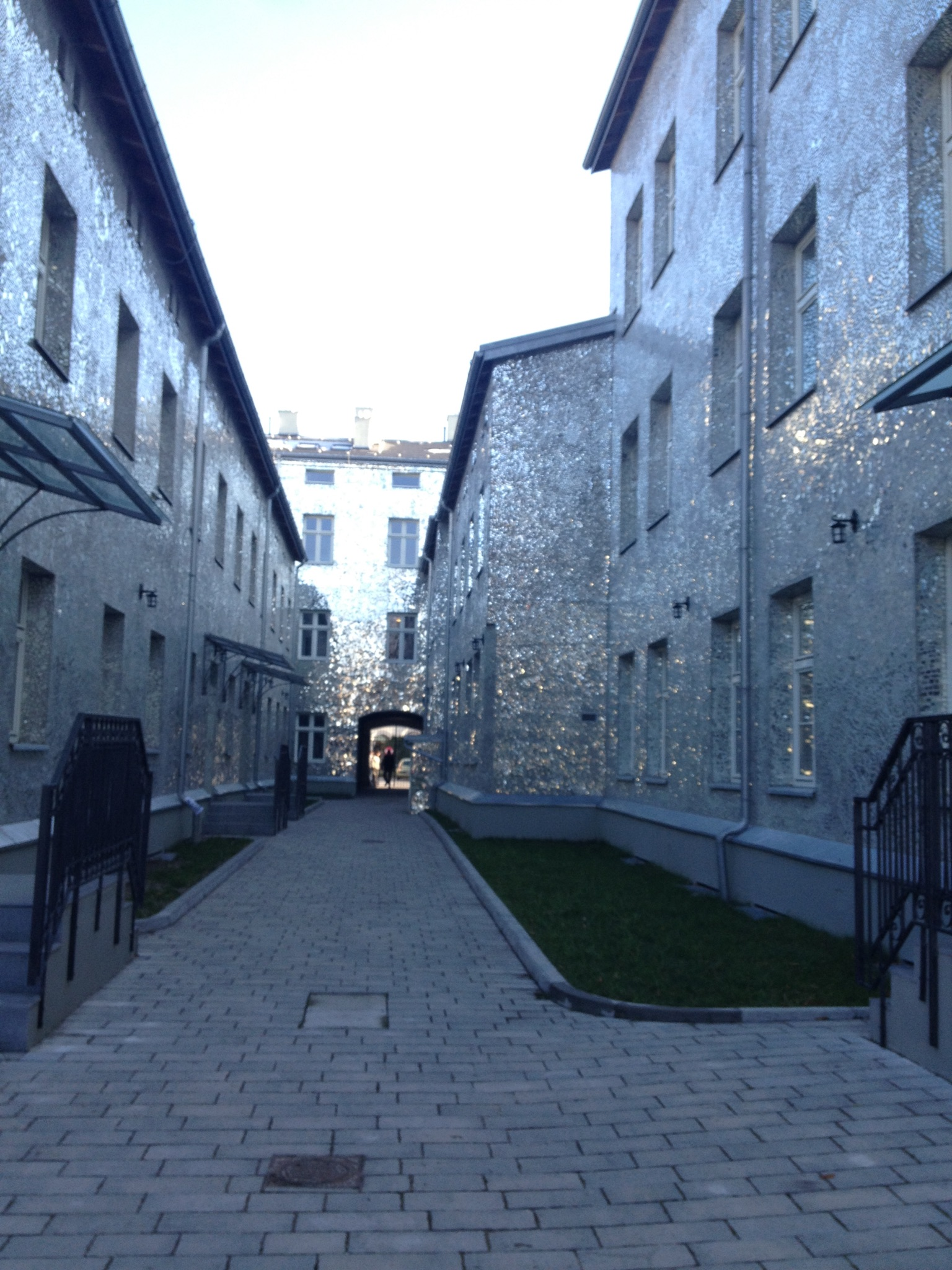
Pasaż Róży wg projektu Joanny Rajkowskiej - Łódź, ul. Piotrkowska 3
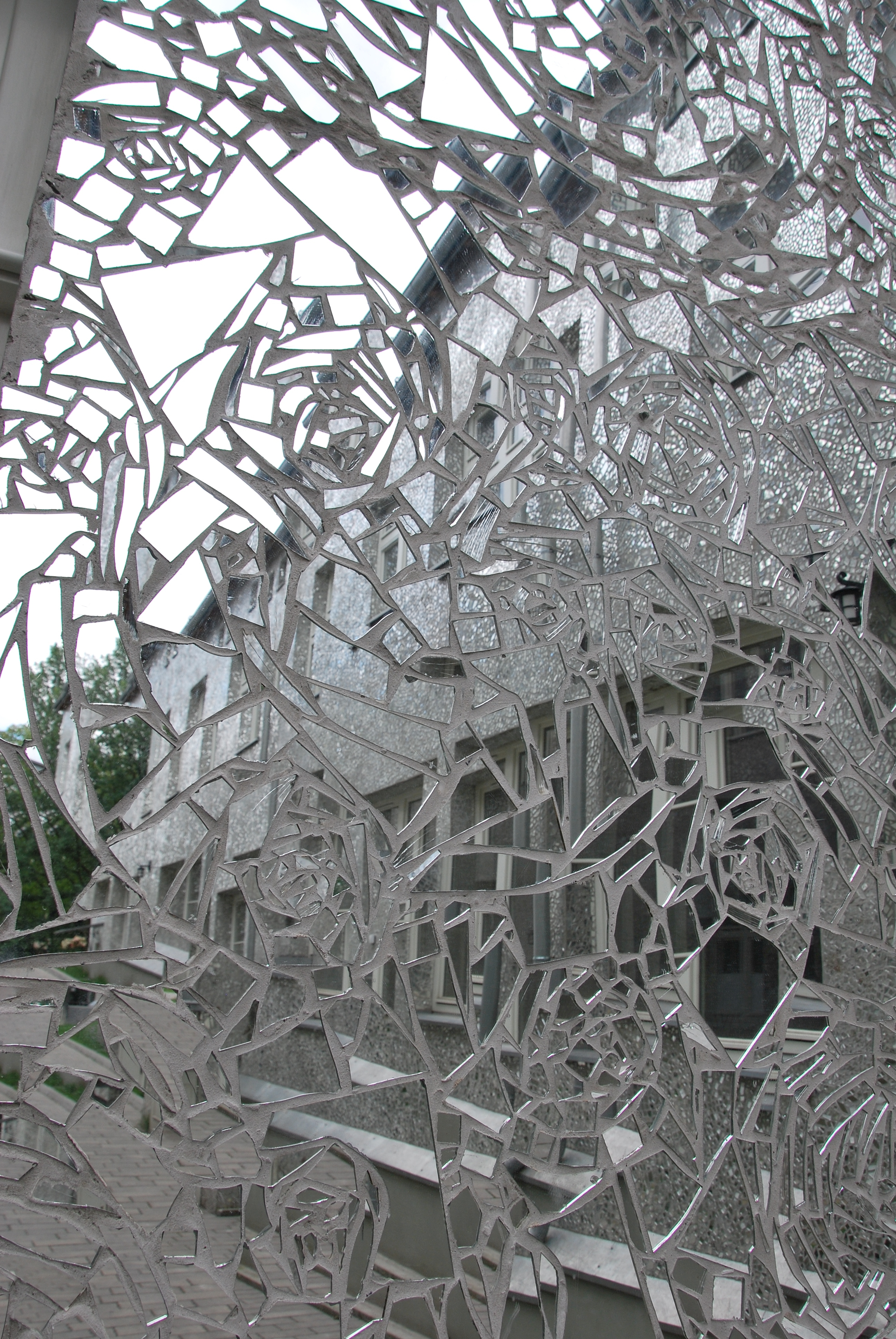
Pasaż Róży wg projektu Joanny Rajkowskiej - Łódź, ul. Piotrkowska 3
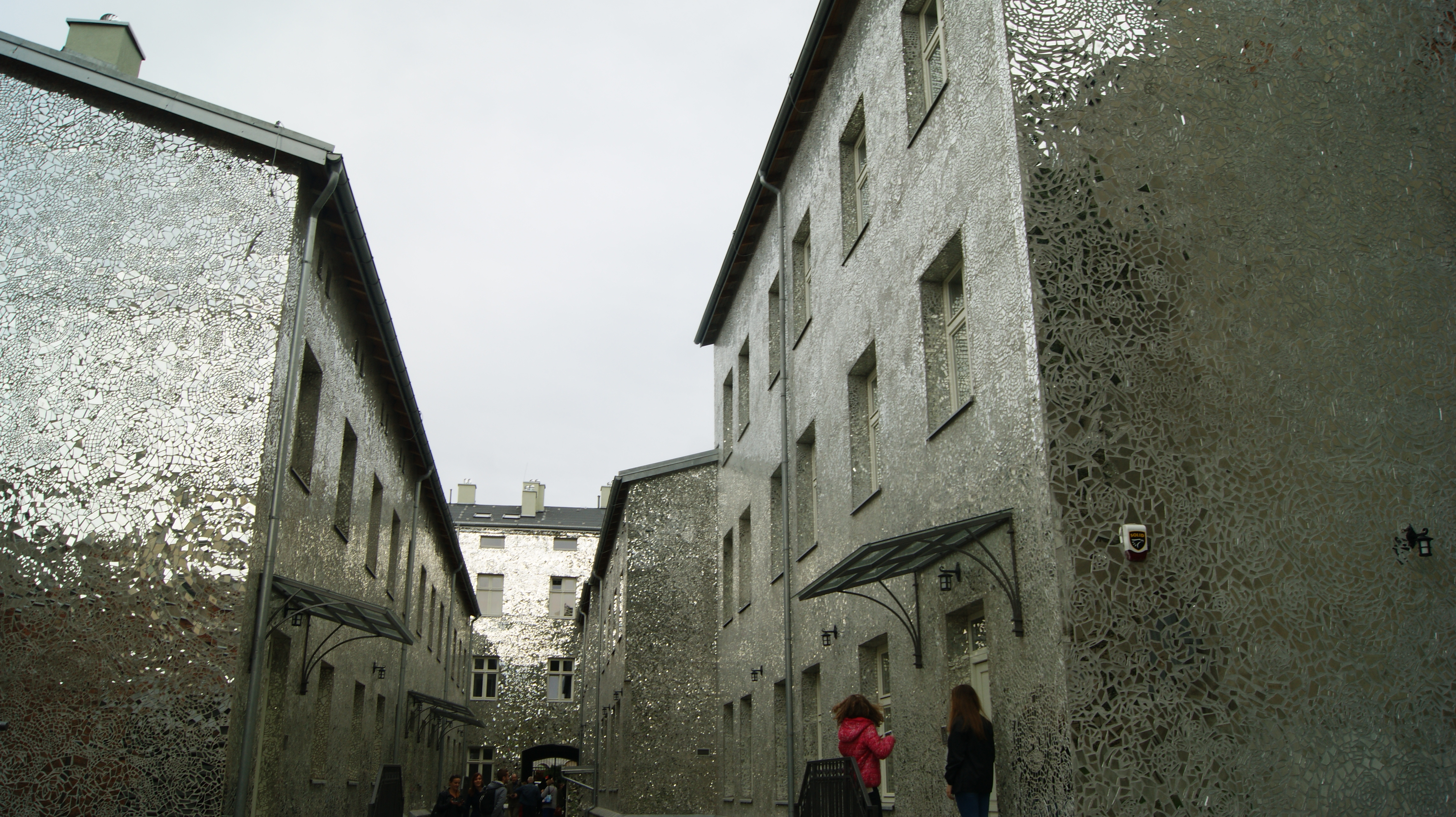
Pasaż Róży wg projektu Joanny Rajkowskiej - Łódź, ul. Piotrkowska 3